# Lycosa shaktae
Lycosa shaktae este o specie de păianjeni din genul Lycosa, familia Lycosidae, descrisă de Madan Mal Bhandari și Gajbe în anul 2001. Conform Catalogue of Life specia Lycosa shaktae nu are subspecii cunoscute.